# Tim Shaw
Timothy Andrew Shaw (nascido em 8 de novembro de 1957) é um ex-nadador e jogador de polo aquático estadunidense que ganhou medalhas olímpicas em dois esportes diferentes. Nadou nos Jogos Olímpicos de 1976 e jogou no time estadunidense nos Jogos Olímpicos de 1984. É um dos poucos atletas a ganhar medalhas olímpicas em dois esportes diferentes.
Entre 1974 e 1984, Shaw ganhou duas medalhas de prata olímpicas; três campeonatos mundiais; sete títulos nacionais da Amateur Athletic Union dos Estados Unidos; e três campeonatos da National Collegiate Athletic Association dos Estados Unidos. Em 1974, em um espaço de quatro dias, Shaw quebrou o recorde mundial de Mark Spitz nos 200 metros livre, o recorde mundial de Rick DeMont nos 400 metros livre e o recorde mundial de Stephen Holland nos 1500 metros livre. Shaw apareceu na capa da revista Sports Illustrated em 4 de agosto de 1975, depois de receber o Prêmio Eminência da FINA em 1974, representativo da maior contribuição para a aquática mundial.
Ele foi nomeado Nadador do Ano do Mundo em 1974 e 1975, e ganhou o Prêmio Sullivan em 1975 como o atleta amador mais destacado dos Estados Unidos depois de ter ganhado três medalhas de ouro no Campeonato Mundial de Aquáticos. Com apenas 17 anos e 256 dias, ele se tornou o campeão mundial mais jovem em 1975, quando venceu os 200 metros livre masculino. Nos Jogos Olímpicos de 1976, ganhou apenas uma medalha de prata, nos 400 metros livre; ele foi completamente excluído de seu evento principal, os 1500 metros livre. Embora ele não tenha competido nas finais do revezamento 4×200 metros livre, ele contribuiu para a equipe de natação nas eliminatórias.
Depois dos Jogos Olímpicos de 1976, Shaw mudou da natação para o polo aquático, um esporte preferido por seu pai, que era técnico de polo aquático. Shaw perdeu os Jogos Olímpicos de 1980 que foram boicotados pelos Estados Unidos. Fez parte da equipe de polo aquático dos Estados Unidos em 1984 que ficou invicta na competição olímpica, mas recebeu a medalha de prata porque a equipe iugoslava, com um recorde idêntico, marcou quatro gols a mais no geral. Em 1989, Shaw foi introduzido no International Swimming Hall of Fame, e em 1991, foi introduzido no Salão da Fama de Polo Aquático dos Estados Unidos.

## Vida pessoal
Casou-se por volta de 1985 e, desde 2003, mora em Newport Beach, Califórnia, com a esposa Joanne e os filhos Christina, Jennifer e Thomas.